# Vénus et Cupidon (Pontormo)
Pour les articles homonymes, voir Vénus et Cupidon.

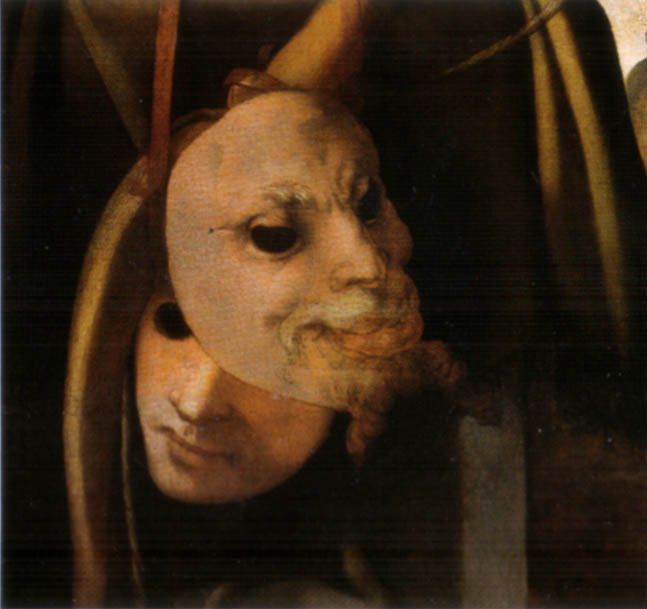
Détail.

Vénus et Cupidon (ou Vénus et l'Amour) est une peinture à l'huile sur panneau (128 × 194 cm) du peintre italien Pontormo, d'après un dessin de Michel-Ange, datable d'environ 1533 et conservé à la Galleria dell'Accademia de Florence.

## Histoire
Le carton de Michel-Ange sur ce sujet est déjà mentionné dans le manuscrit Anonimo Gaddiano (1537-1542), qui cite également l'écrit de Pontormo pour Bartolomeo Bettini, un ami de Michel-Ange Buonarroti. Le dessin doit dater de 1532-1533, alors que la peinture semble remonter à 1533, avant cependant le départ de Michel-Ange pour Rome en 1534. Le carton de Michel-Ange, perdu, a été recherché dans un dessin à Naples, puis réattribué en copie. Une étude préparatoire est au British Museum (encre sur papier).
On sait que le tableau appartenait à Alexandre de Médicis et qu'il a été prématurément censuré en couvrant la nudité de Vénus : la copie que Michele Tosini en a fait, aujourd'hui au Palais Colonna à Rome, avait subi la même censure (maintenant supprimée). L'œuvre apparaît dans les inventaires de la Gardaroba Médicis de 1553 et 1560 et a été saluée par Benedetto Varchi qui a écrit comment elle faisait tomber amoureux « d'œuvres comme la Vénus de Praxitèle... »
L'œuvre originale n'a été reconnue qu'en 1850 et en 1852 le restaurateur Ulisse Forni l'a restaurée dans sa forme originale en éliminant le repeint, à l'exception d'un morceau de tissu qui recouvrait le pubis de la déesse, enlevé seulement en 2002. D'autres répliques peuvent être trouvées au palais de Kensington à Londres, au musée de Capodimonte de Naples (un carton d'anonyme et une copie attribuée à Hendrick van den Broeck), à Genève (une petite copie attribuée à Michele Tosini) et à Hildesheim : Giorgio Vasari lui-même en a réalisées au total trois, pour Ottaviano de Médicis.

## Description et style
Vénus se tient sur toute la longueur du tableau, avec son buste relevé sur un tissu bleu et sa tête tournée pour embrasser Cupidon, son fils et amant, qui vient de derrière, s'entremêlant avec elle avec le bras couvrant son cou et sa jambe recouvrant partiellement le pubis. Vénus attrape la flèche que Cupidon tient dans sa main, peut-être une allusion aux tromperies de l'amour, auxquelles se réfèrent également les deux masques attachés à l'arc de Cupidon à gauche, à proximité d'autres éléments symboliques : une marionnette dans une boîte sombre et un bassin plein de roses. Au centre il y a une ouverture paysagère.
L'implication de Michel-Ange est évidente dans les formes sculpturales de Vénus et dans la position compliquée des amoureux, représentés dans des positions contre nature.